# Joseph Vanini
Joseph Vanini (Isola d'Elba, 1810 – Cannes, 1866) è stato un generale francese, di origine italiana e di crescita tunisina, noto anche con il nome di Yusuf.

## Biografia
Rapito dai pirati in giovane età, venne venduto come schiavo a Tunisi al bey della città. Diventa suo segretario e fugge in Francia con Ferdinando di Lesseps, partecipa alla spedizione di Algeri del 1830, dove si contraddistingue e nel 1831 dopo aver sconfitto i Cabili partecipò alla conquista di Bona (Annaba). Venne nominato bey di Costantina e, collaborò alla stesura del trattato di pace con l'Algeria.
Naturalizzato francese nel 1838, fu ispettore generale della cavalleria e partecipò alla guerra di Crimea guidando una divisione turca. Morì a Cannes nel 1866.